# No Time to Bleed
No Time to Bleed es el segundo álbum de estudio de la banda deathcore estadounidense Suicide Silence. Fue lanzado el 30 de junio de 2009 a través de Century Media Records. El álbum fue lanzado en cinco ediciones diferentes; la versión estándar, la Exclusive Hot Topic Edition, la edición de iTunes, la edición de vinyl y la Maximum Bloodshed Edition. Tras su lanzamiento, debutó en el número 32 en el Billboard 200, vendiendo 14 001 copias solo en los Estados Unidos. Es el álbum más aclamado por los críticos de Suicide Silence y fue relanzado como No Time to Bleed: Body Bag Edition el 1 de julio de 2010, poco más de un año después de que los discos originales presionasen.

## Grabación
Suicide Silence comenzó a escribir para No Time to Bleed durante la primera mitad de 2008 y planeó la grabación y creación del álbum ese mismo año. El 26 de junio de 2008, el vocalista Mitch Lucker apareció en el podcast del blog MTV Headbangers Ball. En la entrevista, Lucker reveló información diversa y afirmó que No Time to Bleed se rastrearía en lugar de grabarse en vivo, como The Cleansing. También de la entrevista, dijo que "The Cleansing volaría" junto con mencionar que Machine sería la productora del álbum..
El 13 de marzo de 2009, Suicide Silence completó las canciones para No Time to Bleed. También subieron videos detrás de escena de la grabación que se procesaba en su canal de YouTube. El 20 de abril de 2009, la banda subió la canción "Lifted" a su perfil de MySpace. Suicide Silence hizo una aparición sorpresa en el 11 ° Festival anual de Metal y Hardcore de Nueva Inglaterra y tocó la canción "Wake Up". El 1 de junio de 2009, la banda cargó la canción "Wake Up" en su página oficial de merchandising para la transmisión.
Las ediciones estándar, iTunes, Hot Topic, Vinyl y Maximum Bloodshed de No Time to Bleed se lanzaron el 30 de junio de 2009. Se han creado videos musicales para las canciones "Wake Up", "Genocide" y "Disengage". El video musical de "Wake Up" fue el primero lanzado desde el álbum, hizo su estreno mundial a través de Fearnet el 27 de julio de 2009, y fue dirigido por David Brodski. "Genocide" fue lanzado como el primer sencillo del álbum el 20 de octubre de 2009 y grabó un video musical que fue creado en colaboración con Bloody Disgusting, que llevó a su lanzamiento el 8 de noviembre de 2009. Antes de su lanzamiento como sencillo, se creó un remix para la canción y se presentó en la película Saw VI. "Disengage" fue lanzado como el segundo sencillo del álbum el 20 de abril de 2010. La banda anunció que un video musical estaba en producción durante abril y lo llevó a su lanzamiento en junio de ese año.
En junio, se hizo un anuncio directamente de la banda de que se esperaba una reedición del álbum y que se conocería como No Time to Bleed: Body Bag Edition. La reedición se lanzó el 1 de junio de 2010. Incluye un DVD que presenta secuencias en vivo inéditas junto con videos promocionales del álbum junto con ilustraciones y empaques alternativos.

## Letras y Temas Musicales
En una entrevista previa a la grabación de No Time to Bleed, Lucker afirmó que la letra del álbum estaría más centrada en sus problemas personales que en los temas anteriores que trataban principalmente sobre religión y política en su primer álbum The Cleansing. También hizo referencia a este cambio en la canción "Suffer", con la letra "Una limpieza despiadada ya ha comenzado y es hora de seguir adelante".
La canción "... And Then She Bled" consiste en una recreación de una llamada de emergencia 911 grabada el 18 de febrero de 2009. Una mujer, Charla Nash, fue atacada por un chimpancé domesticado llamado Travis. Se compone del escenario dividido en partes con los miembros de la banda de Suicide Silence interpretando música instrumental que es apropiada para la situación incluida en la grabación inicial.

## Crítica
No Time to Bleed debutó en el n. ° 32 en el Billboard Top 200, vendiendo 14,000 copias solo en los Estados Unidos poco después de su lanzamiento.
La recepción crítica para No Time to Bleed fue en general positiva. Eduardo Rivadavia de Allmusic le dio al álbum una calificación de 4 de 5 y elogió la voz y la musicalidad. Dijo directamente que hay una "variedad sorprendentemente variada de texturas de riff de guitarra, capaz de impresionar a los de Dimebag Darrell o Adam Jones de Tool. Siguió diciendo:"Limpiar esto con una nariz instintiva para la economía de la composición (sin épicas sobreexigidas para esta banda) y letras que, aunque simplistas e incluso repetitivas, a veces ('Wake Up' y la canción principal), también son refrescantemente directas e inteligibles".
Jim Burt de Rock Sound le dio al álbum un 9 de 10 y abrió su reseña centrándose generalmente en la entrega general, y describió que Suicide Silence "mezcló los ritmos explosivos con superpoblaciones de ritmo lento gigantesco y latidos extra brutales". una adición sabrosa a su ya formidable arsenal ". Luego cerró su revisión afirmando que No Time to Bleed es "un ataque despiadado e implacable a los sentidos y un ejercicio de primera clase en la opresión extrema del metal. ¿Liderando la nueva ola de EUA? El cielo es el límite ... Phil Freeman de Alternative Press declaró que los "tambores estruendosos" fueron lo "mejor del álbum" e incluso centraron la atención en la pista instrumental, "... And Then She Bled" afirmando que se trata de "un instrumento instrumental, reminiscente de los momentos más tranquilos de Slipknot".

## Listado de Canciones
Todas las letras escritas por Mitch Lucker, toda la música compuesta por Suicide Silence. 
| Standard edition |                                       |          |  |
| N.º              | Título                                | Duración |  |
| 1.               | «Wake Up»                             | 3:48     |  |
| 2.               | «Lifted»                              | 4:08     |  |
| 3.               | «Smoke»                               | 3:08     |  |
| 4.               | «Something Invisible»                 | 2:57     |  |
| 5.               | «No Time to Bleed»                    | 2:22     |  |
| 6.               | «Suffer»                              | 3:55     |  |
| 7.               | «...And Then She Bled» (instrumental) | 3:54     |  |
| 8.               | «Wasted»                              | 3:13     |  |
| 9.               | «Your Creations»                      | 3:59     |  |
| 10.              | «Genocide»                            | 2:17     |  |
| 11.              | «Disengage»                           | 4:04     |  |

| Maximum Bloodshed Edition bonus tracks |                         |          |  |
| N.º                                    | Título                  | Duración |  |
| 12.                                    | «Misleading Milligrams» | 4:18     |  |

| iTunes edition bonus tracks |                                      |          |  |
| N.º                         | Título                               | Duración |  |
| 12.                         | «Them Bones» (Alice in Chains cover) | 2:27     |  |

| Hot Topic Exclusive Edition bonus disc |                                  |          |  |
| N.º                                    | Título                           | Duración |  |
| 1.                                     | «Unanswered (Live)»              | 2:34     |  |
| 2.                                     | «Bludgeoned (Live)»              | 3:31     |  |
| 3.                                     | «The Price of Beauty (Live)»     | 4:09     |  |
| 4.                                     | «No Pity for a Coward (Live)»    | 4:09     |  |
| 5.                                     | «Green Monster (Live)»           | 4:27     |  |
| 6.                                     | «Destruction of a Statue (Live)» | 4:10     |  |

| Maximum Bloodshed Edition DVD |                            |          |  |
| N.º                           | Título                     | Duración |  |
| 1.                            | «NTTB Episodio 1»          |          |  |
| 2.                            | «NTTB Episodio 2»          |          |  |
| 3.                            | «NTTB Episodio 3»          |          |  |
| 4.                            | «NTTB Episodio 4»          |          |  |
| 5.                            | «Hot Dog lección con Alex» |          |  |

| Body Bag Edition DVD |                                                              |          |  |
| N.º                  | Título                                                       | Duración |  |
| 1.                   | «Lifted (En vivo desde The Galaxy, Santa Ana, CA.)»          |          |  |
| 2.                   | «Your Creations (En vivo desde The Galaxy, Santa Ana, CA.)»  |          |  |
| 3.                   | «Unanswered (En vivo desde The Galaxy, Santa Ana, CA.)»      |          |  |
| 4.                   | «Lifted (sesión en vivo en The Shockhound)»                  |          |  |
| 5.                   | «The Price of Beauty (sesión en vivo en The Shockhound)»     |          |  |
| 6.                   | «Wake Up (sesión en vivo en The Shockhound)»                 |          |  |
| 7.                   | «No Pity for a Coward (sesión en vivo desde The Shockhound)» |          |  |
| 8.                   | «Wake Up (En vivo desde Fuel TV's Daily Habit)»              |          |  |
| 9.                   | «Lifted (En vivo desde Fuel TV's Daily Habit)»               |          |  |
| 10.                  | «Wake Up (Vídeo Musical)»                                    |          |  |
| 11.                  | «Disengage (Vídeo Musical)»                                  |          |  |
| 12.                  | «Genocide (Saw VI Remix) (Vídeo Musical)»                    |          |  |
| 13.                  | «Track by Track»                                             |          |  |

## Personal
|  | Suicide Silence - Mitch Lucker - voz - Chris Garza - guitarra rítmica - Mark Heylmun - guitarra líder - Alex Lopez - batería - Dan Kenny - bajo | Producción - producción, mezclado, ingeniería y programación por Machine - listado, edición digital y mezclado adicional por Will Putney - ingeniería, listado y edición por Jayson Dezuzio - editado y asistencia por Adam Schoeller y Bill Purcell - masterización por David Zamora |